# گیل (کلرادو)
گیل (به انگلیسی: Gill) یک منطقهٔ مسکونی در ایالات متحده آمریکا است که در شهرستان ولد، کلرادو واقع شده‌است. گیل ۱٬۴۲۷ متر بالاتر از سطح دریا واقع شده‌است.